# Giovanni Bonzano
Giovanni Vincenzo Bonzano (né le 6 mai 1867 à Castelletto Monferrato au Piémont, Italie et mort le 26 novembre 1927 à Rome) est un cardinal italien du début du XXe siècle. 

## Biographie
Après son ordination Giovanni Bonzano fait du travail missionnaire en  Chine en 1890-1897. Il est vicaire général et chancelier du diocèse de Vigevano et professeur et recteur de l'athénée pontifical De Propaganda Fide à Rome. Il est élu archevêque titulaire de Mélitène (de) et nommé délégué apostolique aux États-Unis en 1912.
Le pape Pie XI le crée cardinal lors du consistoire du 11 décembre 1922. 
Il meurt à Rome le 26 novembre 1927 à l'âge de 60 ans.

## Succession apostolique
Giovanni Bonzano a ordonné les évêques suivants :
- Archevêque Edward Joseph Hanna (en) (1912)
- Évêque Paul Joseph Nussbaum (en), C.P. (1913)
- Évêque Daniel Mary Gorman (en) (1918)
- Archevêque Thomas Joseph Walsh (en) (1918)
- Archevêque Arthur Jerome Drossaerts (en) (1918)
- Évêque Jules Jeanmard (en) (1918)
- Évêque Edmund Gibbons (en) (1919)
- Archevêque John Gregory Murray (en) (1920)
- Archevêque John A. Floersh (en) (1923)
- Évêque Basílio Manoel Olímpio Pereira (pt), O.F.M. (1925)
- Cardinal Giuseppe Fietta (1926)